# Somosi Petkó János
Somosi Petkó János (1625 – Mád, 1684) református lelkész.

## Élete
Tanulmányait Sárospatakon végezte, ahonnét külföldre ment. Előbb Angliát járta meg, s 1651 elején Londonban időzött. Míg 1651. július 9-én a franekeri, 1652. november 20-án a leideni egyetemre iratkozott be, de már 1653 márciusában az utrechti egyetemnek volt hallgatója. Hazájába visszatérve, lelkészi állomást foglalt el, s 1656-ban szikszói, 1658-ban tarcali, azután megyaszói lelkész volt. Mint ilyen választotta 1681-ben esperessé az abaúji egyházmegye. 1683-tól Mádon lelkészkedett, ott is hunyt el egy évvel később.

## Munkái
- Disputationum Theologicarum Ordinarium Trigesima-Qvinta, De ministrorum Ecclesiasticorum vocatione & functionibus. Qvam ... Sub Praesidio ... Johannis Cocceji ... Publice discutiendam proponit ... Lugd. Batavorum. 1652
- Exercitatio ad Thomae I. II. Qu. III. Art IV. De beatudinis subjecto et actu formali (Praes. Gisberto Voetio). Resp ... Ad diem. 5. Martii 1653 (Gisberti Voetii, Disputationum Theologicarum Pars II. Utrajecti 1655)
- Igaz és tökéletes boldogságra Vezérlő Út. Avagy Bé-menetel a Hitre, mely nélkül lehetetlen dolog, hogy valaki Isten előtt kedves legyen, mely Kérdések és Feleletek által rövideden, de felette igen hasznosan a Bibliának minden könyveinek és részeinek eleitől fogván utollyáig értelmére vezet. Mely mostan azoknak kedvekért, a kik a Magyar Bibliának olvasásában gyönyörködnek, és rövideden való értelmére igyekeznek, Idegen nyelvből Magyar nyelvre fordíttatott. Sárospatak, 1656
- Mennyország dicsősége, pokol rettenetessége; Avagy: Két Dólgokról való Tanítás; A Szenteknek Christus Jésussal edgyüt való dicsössegekrül: Masik: Az Elkárhoztaknak Gyötrelmekrül a Pokolban. Mellyekrül Angliai Nyelvből Magyar Nyelvre fordítván, először élő nyelvel tanított, az-után a Híveknek Lelkekben való épületekre Nyomtatásban kibocsátott. Kassa, 1683

Héber üdvözlő verset írt Komáromi Csipkés Györgynek: De S. S. trinitate cz. értekezéséhez (1651).